# Ржавець (Добринський район)
Ржавець (рос. Ржавец) — присілок у Добринському районі Липецької області Російської Федерації.
Населення становить 48 осіб. Належить до муніципального утворення Петровська сільрада.

## Історія
З 13 червня 1934 до 1954 року у складі Воронезької області. Відтак входить до складу Липецької області.
Згідно із законом від 23 вересня 2004 року № 126-ОЗ органом місцевого самоврядування є Петровська сільрада.

## Населення
| 2010 |
| ---- |
| 48   |